# Cuộc chiến từ địa đạo của người Hamas ở dải Gaza

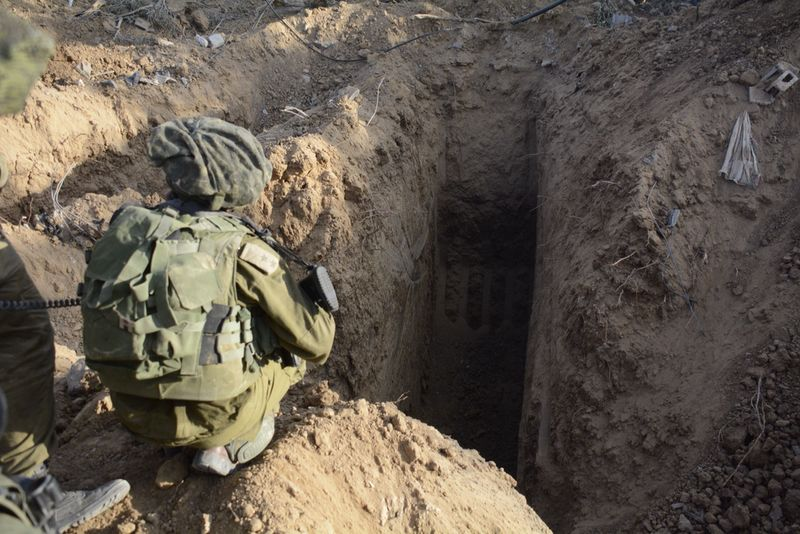
Một địa đạo ở dải Gaza bị Lực lượng Phòng vệ Israel phát hiện

Hamas, lực lượng quản lý trên thực tế ở dải Gaza, đã xây dựng một mạng lưới địa đạo quân sự phức tạp kể từ khi nắm quyền kiểm soát Dải vào năm 2007. Hệ thống địa đạo phân nhánh bên dưới nhiều thị trấn và thành phố của Gazan, chẳng hạn như Khan Yunis, Jabalia and the trại tị nạn Shati. Các đường hầm bên trong, chạy dài hàng chục km trong dải Gaza, có một số chức năng. Hamas sử dụng các đường hầm để giấu kho vũ khí tên lửa của mình dưới lòng đất, để tạo điều kiện liên lạc, cho phép cất giấu kho vũ khí, và che giấu các chiến binh, khiến việc phát hiện từ trên không trở nên khó khăn. Đây là một hình thái của chiến tranh địa đạo. Trong một cuộc phỏng vấn với Vanity Fair, lãnh đạo Hamas, Khalid Meshal cho biết hệ thống địa đạo là một cấu trúc phòng thủ, được thiết kế để đặt chướng ngại vật chống lại kho vũ khí quân sự hùng mạnh của Israel và tham gia vào các cuộc phản công sau chiến tuyến của Lực lượng Phòng vệ Israel. Ông thừa nhận rằng các đường hầm được sử dụng để xâm nhập vào Israel, nhưng nói rằng các hoạt động tấn công chưa bao giờ gây ra cái chết cho dân thường ở Israel và bác bỏ cáo buộc về các cuộc tấn công hàng loạt đã được lên kế hoạch vào dân thường Israel.
Các đường hầm xuyên biên giới đã được sử dụng để đánh chiếm Gilad Shalit vào năm 2006 và nhiều lần trong cuộc xung đột năm 2014. Phá hủy các đường hầm là mục tiêu chính của các lực lượng Israel trong  xung đột Israel-Gaza năm 2014. Lực lượng Phòng vệ Israel báo cáo rằng nó đã "vô hiệu hóa" 32 đường hầm, mười bốn trong số đó đã vượt qua Israel.
Trong ít nhất bốn lần trong cuộc xung đột, các chiến binh Palestine đã băng qua biên giới thông qua các đường hầm để giao tranh với binh sĩ Israel. Trên thực tế, chỉ có các mục tiêu quân sự của Israel đã bị tấn công thành công từ các địa đạo này. Ủy ban Điều tra về Xung đột Gaza UNHRC phát hiện "các địa đạo chỉ được sử dụng để tiến hành các cuộc tấn công nhắm vào các vị trí của Lực lượng Phòng vệ Israel ở Israel trong vùng lân cận của Tuyến Xanh, là các mục tiêu quân sự hợp pháp." Các quan chức Israel lên án báo cáo của UNHRC.
Ủy ban điều tra của Liên hợp quốc phát hiện ra các địa đạo "khiến người Israel lo lắng rằng các địa đạo có thể được sử dụng để tấn công dân thường." Ihab al-Ghussein, phát ngôn viên của Bộ Nội vụ do Hamas điều hành, mô tả các đường hầm như một sự thực thi "quyền tự vệ của Gaza."
Các quan chức Israel đã báo cáo bốn "vụ việc trong đó các thành viên của các nhóm vũ trang Palestine xuất hiện từ các cửa ra địa đạo nằm cách nhà dân thường từ 1,1 đến 4,7 km." Chính phủ Israel gọi các địa đạo xuyên biên giới là "địa đạo tấn công" hoặc "địa đạo khủng bố." Theo Israel, các địa đạo cho phép phóng rốc két bằng điều khiển từ xa, và nhằm tạo điều kiện thuận lợi cho việc bắt con tin và các vụ tấn công gây thương vong hàng loạt.